# 박선우 (야구인)
박선우(朴宣旴, 1997년 7월 12일~)는 대한민국의 야구인이다. 현역 시절 KBO 리그의 롯데 자이언츠, kt 위즈, 오스트레일리아 야구 리그의 질롱 코리아에서 투수로 활동했다. 개명 전 이름은 '박종무'이다.

## 선수 경력

### 한국 프로야구

#### 롯데 자이언츠
2016년에 입단하였다. 2021년 9월 26일 키움 히어로즈와의 경기에 구원 등판하며 데뷔 첫 경기를 치렀고, 경기에서 2이닝 무실점을 기록했다. 2022년 시즌 후 방출됐다.

#### kt 위즈
2022년 11월 Kt wiz에 입단했다. 2023년 시즌 후 방출됐고, 은퇴를 선언했다.

## 호주 프로야구
2019년에 질롱 코리아에 입단했다.

## 출신 학교
- 경남 용마초등학교 (마산리틀)
- 경남 신월중학교
- 부산고등학교

## 통산 기록
| 연도 | 팀명  | 평균자책점 | 경기 | 완투 | 완봉 | 승 | 패 | 세 | 홀 | 승률 | 타자 | 이닝 | 피안타 | 피홈런 | 볼넷 | 사구 | 탈삼진 | 실점 | 자책점 |
| ---- | ----- | ---------- | ---- | ---- | ---- | -- | -- | -- | -- | ---- | ---- | ---- | ------ | ------ | ---- | ---- | ------ | ---- | ------ |
| 2021 | 롯데  | 0.00       | 1    | 0    | 0    | 0  | 0  | 0  | 0  | -    | 9    | 2    | 1      | 0      | 0    | 2    | 1      | 0    | 0      |
| 통산 | 1시즌 | 0.00       | 1    | 0    | 0    | 0  | 0  | 0  | 0  | -    | 9    | 2    | 1      | 0      | 0    | 2    | 1      | 0    | 0      |